# Tatiana Zachar Podolinská
Tatiana Zachar Podolinská (* 24. února 1972, Šaľa) je slovenská etnoložka a ředitelka Ústavu etnologie SAV. Studovala historii (dějiny), filosofii a religionistiku na FF UK v Bratislavě. Dlouhodobě se věnuje problematice Romů na Slovensku. V současnosti se zabývá také lidovou religiozitou, religiozitou Romů, náboženské ikonografii a evropským mytologiím.

## Životopis
V letech 1995 a 1996 vyučovala na střední škole. V roce 1996 začala pracovat na Ústavu etnologie SAV, kde se věnovala projektové činnosti. Od svého nástupu na pracoviště se stala vedoucí, ale také participantem na vícero mezinárodních, ale i domácích projektech. V průběhu roku 1997 a 2013 pracovala v Slovenském národopise (Slovenskom národopise), kde zastávala funkci výkonné redaktorky.
Svůj výzkum realizovala na Slovensku, v Itálii, Francii, Švédsku, v Mexiku a Guatemale. Od roku 1998 průběžně přednáší na Masarykově univerzitě v Brně a pravidelně na Filozofické fakultě Univerzity Komenského v Bratislavě.

## Ocenění
- 2006 – Knižní premiéra Literárního fondu za rok 2006 v kategorii Díl interdisciplinární a encyklopedické povahy
- 2007 – 1. místo v soutěži Mladý vědecký pracovník SAV do 35. let (3OV SAV)
- 2009 – Členka vědeckého kolektivu CEKI, oceněného cenou podpředsedy vlády a ministra školství SR: Vědecký tým roku 2009
- 2012 – Cena Jána Komorovského za nejlepší vědeckou publikaci z oblasti vědeckého studia náboženství za rok 2011

## Publikace

### Monografie
- KRUPOVÁ, Tatiana – KOVÁČ, Milan: Zpráva o výzkumu religiozity studentů bratislavských vysokých škol. Bratislava: Chronos 1993.
- PODOLINSKÁ, Tatiana – KOVÁČ, Milan: Lacandónci – poslední praví Mayovia (Lakandonové – poslední praví Mayové). Bratislava: Chronos 2000.
- PODOLINSKÁ, Tatiana: „Religiozita v době pozdní modernity. Případ Slovensko.“ In: Sociální studia, 2008, roč. 5, č. 3, s. 51 - 87 (studia v rozsahu monografie).
- PODOLINSKÁ, Tatiana. Boh medzi bariérami : sociálna inklúzia Rómov náboženskou cestou. Bratislava: ÚEt SAV, 2010. 173 s. Dostupné v archivu pořízeném dne 2021-08-16. ISBN 978-80-89027-34-7, ISBN 80-89027-34-2. OCLC 796273565 S. 174.
- PODOLINSKÁ, Tatiana. Religion as a path to change? : the possibilities of a social inclusion of the Roma in Slovakia. Bratislava: Friedrich-Ebert-Stiftung, 2011. 49 s. Dostupné v archivu pořízeném dne 2021-08-16. ISBN 978-80-89149-20-9, ISBN 80-89149-20-0. OCLC 915022181 S. 48.
- PODOLINSKÁ, Tatiana – KRIVÝ, Vladimír – BAHNA, Miloslav: Religiozita: Slovensko a jeho susedia (Religiozita: Slovensko a jeho sousedi). In: Vladimir, Krivý (ed.): Ako sa mení slovenská spoločnosť (Jak se mění slovenská společnost). Bratislava: Sociologický ústav SAV, 2013, s. 187 - 265. ISBN 978–80–85544-82-4 (kapitola v rozsahu monografie)[2]